# Разбијена ваза
„Разбијена ваза” је југословенски и хрватски  ТВ филм из 1990. године. Режирао га је Едуард Галић а сценарио је написала Палма Каталинић.

## Улоге
| Глумац                 | Улога              |
| ---------------------- | ------------------ |
| Игор Сердар            | Иван               |
| Инге Апелт             | Мајка              |
| Ета Бортолаци          | Бака               |
| Миљенко Брлечић        | Археолог           |
| Јосип Генда            | Предсједник опћине |
| Драган Миливојевић     | Отац               |
| Сузана Николић         | Јелена             |
| Едо Перочевић          | Кустос             |
| Милка Подруг Кокотовић | Кате               |
| Алма Прица             | Марија Каменовић   |